# Bailey Bram
Bailey Bram  (née le 5 septembre 1990 à Winnipeg dans la province du Manitoba au Canada) est une joueuse canadienne  de hockey sur glace qui a évolué dans la ligue élite féminine en tant qu'attaquante. Elle a remporté une médaille d'argent aux Jeux olympiques de Pyeongchang en 2018. Elle a également représenté le Canada dans 5 championnats du monde, remportant 4 médailles d'argent et une médaille d'or.
Bram remporte la Coupe Clarkson en 2016 avec l'Inferno de Calgary.

## Biographie

### Carrière en club
Bram débute par quatre années avec l'équipe universitaire des Lakers de Mercyhurst en championnat NCAA. Elle atteint le frozen four avec son équipe à l'issue de la saison 2009-2010 . Elle est ensuite repêchée à la 8e dans la LCHF par le Thunder de Brampton où elle passera deux saisons avant d'être échangé à l'Inferno de Calgary. Entre ces eux équipes, elle fait un passage court dans la ligue suédoise SDHL avec les Linköping HC, juste à temps pour jouer les séries éliminatoires de 2014. Elle aide l'équipe à remporter le titre en inscrivant le but gagnant lors de la finale .
De retour en LCHF pour la saison 2015-2016, elle fait partie de l'équipe qui remporte la Coupe Clarkson.

### Carrière internationale
Bram est sélectionnée pour la première fois par le Canada à l’occasion des championnats du monde des moins de 18 ans, remportant sa première médaille d'argent. Elle rejoint l'équipe sénior en 2012, pour plus de six années, où elle va remporter six médailles aux championnats du monde et une médaille d'argent aux Jeux olympiques de Pyeongchang en 2018 . Elle a également remporté deux médailles d'or (2013, 2014) et quatre médailles d'argent (2012, 2015, 2016 et 2017) lors de la coupe des quatre nations . 

## Statistiques

### En club
| Saison      | Équipe               | Ligue       |     | Saison régulière | Saison régulière | Saison régulière | Saison régulière | Saison régulière |   | Séries éliminatoires | Séries éliminatoires | Séries éliminatoires | Séries éliminatoires | Séries éliminatoires |
| Saison      | Équipe               | Ligue       | PJ  | B                | A                | Pts              | Pun              | PJ               | B | A                    | Pts                  | Pun                  |                      |                      |
| 2008-2009   | Lakers de Mercyhurst | NCAA        | 37  | 16               | 19               | 35               | 44               | -                | - | -                    | -                    | -                    |                      |                      |
| 2009-2010   | Lakers de Mercyhurst | NCAA        | 33  | 29               | 27               | 56               | 50               | -                | - | -                    | -                    | -                    |                      |                      |
| 2010-2011   | Lakers de Mercyhurst | NCAA        | 28  | 15               | 27               | 42               | 36               | -                | - | -                    | -                    | -                    |                      |                      |
| 2011-2012   | Lakers de Mercyhurst | NCAA        | 32  | 27               | 41               | 68               | 46               | -                | - | -                    | -                    | -                    |                      |                      |
| 2012-2013   | Thunder de Brampton  | LCHF        | 24  | 6                | 12               | 18               | 34               | 3                | 2 | 0                    | 2                    | 0                    |                      |                      |
| 2013-2014   | Canada               | AMHL        | 15  | 0                | 2                | 2                | 4                | -                | - | -                    | -                    | -                    |                      |                      |
| 2013-2014   | Linköpings HC        | SDHL        | 2   | 4                | 3                | 7                | 0                | 3                | 1 | 2                    | 3                    | 0                    |                      |                      |
| 2014-2015   | Inferno de Calgary   | LCHF        | 24  | 4                | 10               | 14               | 16               | 2                | 0 | 0                    | 0                    | 2                    |                      |                      |
| 2015-2016   | Inferno de Calgary   | LCHF        | 16  | 3                | 11               | 14               | 18               | 3                | 1 | 0                    | 1                    | 6                    |                      |                      |
| 2016-2017   | Inferno de Calgary   | LCHF        | 22  | 12               | 12               | 24               | 14               | -                | - | -                    | -                    | -                    |                      |                      |
| 2017-2018   | Canada               | AMHL        | 16  | 3                | 2                | 5                | 4                | -                | - | -                    | -                    | -                    |                      |                      |
| Totaux NCAA | Totaux NCAA          | Totaux NCAA | 130 | 87               | 114              | 201              | 176              |                  |   |                      |                      |                      |                      |                      |
| Totaux LCHF | Totaux LCHF          | Totaux LCHF | 86  | 25               | 45               | 70               | 82               | 8                | 3 | 0                    | 3                    | 10                   |                      |                      |

### En équipe nationale
| Année | Équipe          | Compétition                   |   | PJ | B | A | Pts | Pun | +/-               |  | Résultat |
| 2008  | Canada - 18 ans | Championnat du monde - 18 ans | 5 | 3  | 4 | 7 | 6   | +5  | Médaille d'argent |  |          |
| 2012  | Canada          | Championnat du monde          | 5 | 0  | 1 | 1 | 4   | 0   | Médaille d'or     |  |          |
| 2013  | Canada          | Championnat du monde          | 5 | 1  | 1 | 2 | 0   | +2  | Médaille d'argent |  |          |
| 2015  | Canada          | Championnat du monde          | 5 | 0  | 0 | 0 | 2   | 0   | Médaille d'argent |  |          |
| 2016  | Canada          | Championnat du monde          | 5 | 0  | 0 | 0 | 0   | -2  | Médaille d'argent |  |          |
| 2017  | Canada          | Championnat du monde          | 5 | 0  | 0 | 0 | 4   | -1  | Médaille d'argent |  |          |
| 2018  | Canada          | Jeux olympiques               | 5 | 0  | 0 | 0 | 0   | 0   | Médaille d'argent |  |          |